# International Documentary Association
Die International Documentary Association (IDA) ist eine gemeinnützige Organisationen zur Förderung des Dokumentarfilms. Der Verein mit Sitz in Los Angeles wurde 1982 gegründet und hat etwa 2000 Mitglieder in 53 Ländern. Sie präsentiert jährlich die IDA Documentary Awards, die DocuDay und die IDA Documentary Screening Series.